# أندريا بليس
أندريا بليس (بالإنجليزية: Andrea Bliss) هي منافسة ألعاب القوى جامايكية، ولدت في 5 أكتوبر 1980 في كينغستون في جامايكا.

## وصلات خارجية
- أندريا بليس على موقع الاتحاد الدولي لألعاب القوى (الإنجليزية)
- أندريا بليس على موقع الدوري الماسي (الإنجليزية)
- أندريا بليس على موقع اتحاد ألعاب الكومنولث (مؤرشف) (الإنجليزية)